# Zosterops minor
Zosterops minor — вид воробьиных птиц из семейства белоглазковых (Zosteropidae).

## Таксономия
Иногда данный вид включают в состав Zosterops atrifrons. Выделяют несколько подвидов.

## Распространение
Обитают на Новой Гвинее и прилежащих островах, где довольно обычны.

## Описание
Длина тела 11 см, вес примерно 10-12 г. Верхняя сторона тела зелёная. Грудка и подхвостье желтые. Брюшко белое. Клюв черноватый, ноги серые.
Самцы и самки похожи. Неполовозрелые особи не описаны.

## Биология
Питаются насекомыми и фруктами.

## Охранный статус
МСОП присвоил виду охранный статус LC.